# Чёрное (озеро, Армизонский район)
Чёрное — крупное солёное озеро, расположенное в бессточной области Тобол-Ишимского междуречья. Бо́льшая часть озера Чёрного находится на юге Тюменской области, в Армизонском районе. Озеро также частично находится в границах Мокроусовского и Частоозерского районов Курганской области. Входит в Белоозёрский заказник федерального значения.

## Общие сведения
Площадь озера составляет 224 км², площадь водосборного бассейна — 1780 км². Высота над уровнем моря — 129 м. Длина озера около 24,7 км, ширина в западной части достигает 9,2 км. Средняя глубина озера 1,7 м, максимальная — 2,7 м (по другим сведениям, глубина достигает семи метров).

## Описание
Водоём имеет неправильную форму, береговая линия сильно изрезана десятками мысов, заливов, проток и островов. Значительных притоков не имеет. Питание — вешние воды и осадки. Берега низменные, заболоченные, особенно в западной части. Отдельные плёсы окружены тростниковыми зарослями и связаны между собой искусственными каналами и проходами. Вода озера слабосолоноватая. В 4 км от северного берега находится деревня Жиряково.

## Орнитофауна
Озеро Чёрное является местом гнездования многих видов водоплавающих и околоводных птиц. Здесь в большом числе встречаются представители семейств речных и нырковых уток, гусей, лебедей, поганок, цапель, журавлей, пастушковых, ржанковых, чаек и крачек.